# 奥様は警視総監
『奥様は警視総監』（おくさまはけいしそうかん）は、2006年から2009年までフジテレビ系で放送されたテレビドラマシリーズ。全5回。主演はかたせ梨乃。
放送枠は「金曜エンタテイメント」（第1作）、「金曜プレステージ」（第2作 - 第5作）。
第2作までは『奥さまは警視総監』とタイトル表記されていた。

## 概要
橘朝子は東京大学法学部を首席で卒業し、警視庁へ入庁した超エリート警察官。生まれ持った頭脳により数々の難事件を解決してきた。通常退官前に就任する最高のポストであるのにかかわらず30歳という異例の若さで第85代警視総監に昇格するが、その後橘大吉と出会い、結婚のため突如寿退職することに。朝子が退職した後、未解決事件が溜まる一方となっており、警視庁は頭を抱えていた。そこで警視総監になった隼惣吉は、多額の報酬を条件に未解決事件の解決を朝子に依頼する。依頼を引き受けた朝子だったが、夫・大吉をはじめとする家族には自分が警察官だったことを秘密にしているため（元ヤンキーの大吉が警察嫌いなのが原因である）、家族にばれないように注意を払いながら、数々の難事件を解決していく。
仕事を引き受けるにあたり、主婦としてどのような状況でも家庭を第一であるため、たとえ重要な会議や捜査の途中でも、タイムセールがある時は仕事を放棄しスーパーへ向かい、子供が帰宅する前には家に帰る、という条件を警視庁側に出している。

## キャスト

### 橘家
橘朝子
演 - かたせ梨乃
特命警視総監。女性初の元・警視総監。現在は専業主婦で旧姓は「後藤田」。小学生のとき両親が離婚。招集による勤務時には、仕事よりも家庭を最優先するといった事項を設けており、定時には必ず帰ったり、仕事を引き受ける際も条件として提示している。
橘元気
演 - 荒木大悟（第1作）、小林拓人（第2作・第3作）、齊藤稜駿（第4作・第5作）
大吉と朝子の長男。
橘勝気
演 - 有安杏果（第1作）、宮澤あかり（第2作 - 第4作）、近藤里沙（第5作）
大吉と朝子の長女。
橘勇気
演 - 椿泰我（第1作）、平野孝世（第2作 - 第4作）、村山謙太（第5作）
大吉と朝子の次男。
橘大吉
演 - 石原良純
朝子の夫。丸得食品の社員。元ヤンキーな上に警察に補導された事もあるため、極度の警察嫌いで、朝子が警視総監であったことを知らない。また、普段は家庭や人間関係を大切にする程の優しい性格だが、怒るとヤンキーの時の素が露わになる。第3作ではホテルで起こった御祝儀泥棒の疑いを掛けられて逮捕され、無実が証明されたものの、怒って暴れたことから留置場のお世話になる。

### 警視庁
椿正一郎
演 - 東幹久
朝子のパートナー。警視。第2作では町田北警察署長。基本正義漢に満ち溢れているが、事件解決を急ぐ余り先走る傾向がある。第1作では警視総監である朝子に従いつつも、思い立ったら行動する彼女に振る舞わされてばかりいたため、最初は朝子を快く思っていなかったものの、共に行動していく内に彼女の能力に興味を示し、事件解決時には朝子を完全に認めた。それ以降からは、朝子の行動に振り回されながらも、きちんと朝子を信頼するようになる。
隼惣吉
演 - 伊武雅刀
現・警視総監。朝子を尊敬している。未解決事件を解決してもらうために多額の報酬を引き換えに朝子を招集する。

### ゲスト
第1作「元エリート警視総監の専業主婦が夫に内緒の現場復帰でこづかい稼ぎ! 名推理と家族愛で無人屋上の看護師殺人トリックを見事解決…証明された夫婦の絆」（2006年）
- 綾小路弥生（正和の妻） - 生稲晃子
- 綾小路正和（綾小路医院 院長） - 田中実
- 権田原国彦（町田北警察署 刑事） - 本城丸裕
- 金山浩二郎（綾小路医院 事務長） - 春海四方
- 黒川大地（クラブ「アイン」元マネージャー・2か月前死亡） - 青島健介
- 赤井耀子（綾小路医院 看護師） - 春木みさよ
- 白石美佳（綾小路医院 看護師） - 五十嵐りさ
- 村田（土産物屋） - 田村泰二郎
- 吉野緑 - 中園友乃
- 月野（クラブ「アイン」店員） - 加瀬尊朗
- 綾小路清恵（正和の母） - 冨士眞奈美
- 刑事 - 高橋光
- 桃瀬清孝（綾小路医院 副院長） - 中山仁
- 榎本たつお、境浩一朗、倉田操、入江康之、中江智子、島方隆夫、真山惠衣、高橋佳代、富永研二

第2作「元警視総監の専業主婦が夫に内緒の現場復帰でヘソクリ稼ぎ」（2007年）
- 桃山太郎（警視・朝子のパートナー） - 長谷川朝晴
- 歌声笛子（典詞の妻） - 赤座美代子
- 設楽琴美（歌声事務所 従業員） - 朝加真由美
- 歌声律子（弦太郎の妻） - 喜多嶋舞
- 音羽響（弦太郎が連れて来た家政婦） - 大塚ちひろ
- 設楽管一（琴美の息子） - 仁科克基（幼少期：伊澤柾樹）
- 歌声弦太郎（典詞の甥・演歌歌手） - 今奈良孝行
- 笛吹（植木屋） - 丸岡奨詞
- 松田原（刑事） - 山上賢治
- 鈴村奏司（弁護士・1年前死亡） - 大堀こういち
- 歌声典詞（主催者） - 伊藤正博
- 署長 - 亀山助清
- 刑事 - 市山貴章
- 紗英（ホステス） - 渡辺つかさ
- 歌声和音（典詞と笛子の娘・25年前駆け落ちし2年前病死） - 小林愛里香
- 鐘元（神父） - 中原丈雄
- 三原伊織奈、小和田貢平、境浩一朗、飯塚秀平、鈴木えつ子、加賀美剛臣、長崎俊也、竹部友明、菅原雪、林田沙希絵

第3作「元警視総監の専業主婦が夫の無実を晴らす為現場復帰! 結婚式場の殺人トリックに潜む罠一枚の切り絵がつなぐ親子の絆」（2008年）
- 藤和水樹（柊司の新妻） - 星野真里（少女期：島田麻貴）
- 松永隆之（柊司と家具デザイナー事務所を立ち上げる） - 宮川一朗太
- 木下杏子（木下家具 会長・柊司の母） - 山田スミ子
- 楢原杉雄（木下家具 営業部長・杏子の弟） - 赤塚真人
- 桜沢真奈美（ビル会社経営） - 岩橋道子
- 稲毛亮平（真奈美の秘書・みのりの恋人） - 古澤蓮
- 楢原みのり（楢原の娘） - 永嶋真有
- 烏山（沼田市切り絵美術館 館長） - 大久保鷹
- 受付嬢 - 稲田奈緒
- 祝儀泥棒 - 林勇輔
- イチゴ農家 - 久松龍一
- 女の子 - 田辺梨華
- 木下柊司（人気家具メーカーの御曹司） - 保阪尚希
- 藤和忍（斬り絵作家・水樹の父） - 平泉成
- 村山龍平、花井みを、椎名泰三、九太朗、篠原さとし、小橋川よしと、福井晋

第4作「元警視総監の専業主婦料理教室の密室殺人トリックに挑む! 見せかけの友情と怨恨が悲劇を起す! 殺しの隠し味は味噌!?」（2009年）
- 新庄薫 - 秋本奈緒美
- 酒巻絵美（アシスタント） - 渡辺梓
- 柴崎くるみ（スポーツトレーナー） - 沖直未
- 田中洋子（専業主婦） - 大島蓉子
- 富田真治（雑誌「ママクッキング」の取材記者） - 津村和幸
- 木戸雅人（東城大学 研究員・15年前死亡） - 大柴隼人
- 小山田一樹（所轄刑事） - 朝倉伸二
- 柏木（味噌まんじゅう屋） - 山田登是
- がっちゃん（大吉の友人） - 植木紀世彦
- 刑事 - 永田恵悟
- 望月琢己（ゆかりの夫） - 永澤俊矢
- 高校生 - 滝裕可里
- 望月ゆかり（料理研究家・朝子の高校時代の同級生） - 芦川よしみ
- 松田真知子、逸見佳代、柊瑠美、関谷愛里紗、関谷彩花、村上理子、甲斐はるな、森田雅人、伊藤伸太朗、栗原夕梨花

第5作「14年前の花嫁殺しから始まる積年の復讐劇! 殺人現場に浮かぶ謎のミ・タ・ナの赤文字…目の前で容疑者消えるトリックに元警視総監の専業主婦が挑む!」（2009年）
- 関口敦子（フリーライター） - 芳本美代子
- 坂上清（藤崎の秘書） - 阿南健治
- 津田正輝（ウェイター） - 山中聡
- 真行寺美奈（看護師・椿のお見合い相手） - 原史奈
- 田宮圭吾（14年前の加奈子殺害の容疑者で恋人） - 松本博之
- 神谷加奈子（観光物産店店員・14年前死亡） - 寺田このみ
- 清水真紀子（観光物産店店長） - 水野あや
- 小平山（鉢山警察署 刑事） - 南原健朗
- OL - 東條織江
- 中村京子（広島の高校教師） - 高林由紀子
- 美奈の母 - 泉水美和子
- 田端美子 - 絵沢萠子
- 藤崎邦夫（緑化推進団体「森を紡ぐ会」会長） - 三浦浩一

## スタッフ
- 脚本 - 岩村匡子（第1作 - 第3作）、瀧川晃代（第4作・第5作）
- 演出 - 井坂聡（第1作 - 第5作）
- 第2弾トリック監修 - 米村傳治郎
- 技術協力 - バル・エンタープライズ
- 美術協力 - フジアール
- ポスプロ - ビデオフォーカス（第1作 - 第3作）、バウムレーベン（第4作・第5作）
- 編成企画 - 金田耕司（第1作・第2作）、中島寛朗（第3作・第4作）、金井卓也（第4作）、太田大（第5作）
- プロデュース - 長坂淳子、塙太志（第2作 - 第4作）
- 製作 - フジテレビ、大映テレビ

## 放送日程
| 話数 | 放送日         | サブタイトル | 脚本     | 演出   | 視聴率 |
| ---- | -------------- | --- | -------- | ------ | ------ |
| 1    | 2006年07月21日 | 元エリート警視総監の専業主婦が夫に内緒の現場復帰でこづかい稼ぎ! 名推理と家族愛で無人屋上の看護師殺人トリックを見事解決…証明された夫婦の絆 | 岩村匡子 | 井坂聡 | 14.2%  |
| 2    | 2007年06月29日 | 元警視総監の専業主婦が夫に内緒の現場復帰でヘソクリ稼ぎ                                                                                    | 岩村匡子 | 井坂聡 | 14.4%  |
| 3    | 2008年07月11日 | 元警視総監の専業主婦が夫の無実を晴らす為現場復帰! 結婚式場の殺人トリックに潜む罠一枚の切り絵がつなぐ親子の絆                              | 岩村匡子 | 井坂聡 | 15.0%  |
| 4    | 2009年04月03日 | 元警視総監の専業主婦料理教室の密室殺人トリックに挑む! 見せかけの友情と怨恨が悲劇を起す! 殺しの隠し味は味噌!?                              | 瀧川晃代 | 井坂聡 | 12.0%  |
| 5    | 12月11日       | 14年前の花嫁殺しから始まる積年の復讐劇! 殺人現場に浮かぶ謎のミ・タ・ナの赤文字… 目の前で容疑者消えるトリックに元警視総監の専業主婦が挑む! | 瀧川晃代 | 井坂聡 | 12.9%  |

- 視聴率はビデオリサーチ調べ、関東地区・世帯